# Alland'Huy-et-Sausseuil
 Alland'Huy-et-Sausseuil  es una población y comuna francesa, en la región de Champaña-Ardenas, departamento de Ardenas, en el distrito de Vouziers y cantón de Attigny.
Está integrada en la Communauté de communes des Crêtes Préardennaises.

## Demografía
| 326 | 303 | 265 | 242 | 217 | 215 |
| Para los censos de 1962 a 1999 la población legal corresponde a la población sin duplicidades (Fuente: INSEE [Consultar]) |     |     |     |     |     |